# Guide alpine di Sankt Niklaus
Le guide alpine di Sankt Niklaus furono pionieri dell'alpinismo.

## I pionieri dell'alpinismo
Le principali guide alpine della città sono state:
- Josef Marie Lochmatter (1833–1882),
- Peter Knubel (1832–1919),
- Alois Pollinger (1844–1910) e
- Josef Imboden (184–1925), un cugino di Peter Knubel,

Josef Marie Lochmatter e Peter Knubel sono stati i primi scalatori del Cervino e così precursori per l'odierno sviluppo turistico nel Nikolaital, e in particolare di Zermatt. I due amici di Sankt Niklaus negli anni seguenti ripetono la scalata della montagna. Peter Knubel è anche la prima guida svizzera a scalare una vetta non alpina: la cima più alta d'Europa, nel Caucaso, l'Elbrus (5642 m). Alois Pollinger è l'inventore della ridiscesa a cordata doppia, poiché è stato il primo a ridiscendere in questo modo dal Ferpèclegrat del Dent Blanche. Nel 1883 Josef Imboden è il primo svizzero sull Himalaia.

## Gli iniziatori della nuova scuola (i loro figli)
Le cordate di Sankt Niklaus formate da 
- Josef Lochmatter (1872–1915) con Valentine J. E. Ryan,
- Josef Pollinger (1873–1942) con Robert W. Lloyd e
- Josef Knubel (1881–1961) con Geoffrey W. Young

## Il centro alpino con oltre 300 prime scalate
Oltre 300 prime scalate vanno sul conto delle guide alpine di Sankt Niklaus. 
I principali itinerari sono stati: 
- aViereselgrat del Dent Blanche nelle Alpi vallesane (Zinalgrat del Dent Blanche, chiamato così da una pretesa di Alois Pollinger, dopo la prima scalata nel 1882),
- cammino del Lochmatter del Aiguille du Grépon nelle Alpi francesi (prima scalata nel 1913, da parte di Josef Lochmatter),
- cammino del Knubel del Aiguille du Grépon nelle Alpi francesi (prima scalata nel 1911, da parte di Josef Knubel),
- Imbodentind in Norvegia (prima scalata da parte di Josef Imboden, nel 1899),
- Mount Pollinger e Mount Sarbach in Canada.

Il 4 giugno 1995 si è inaugurato un monumento per tutte le guide alpine di Sankt Niklaus.